# Optimal Telecom
Optimal Telecom AB var ett fristående dotterbolag till Tele2 Sverige AB och ett i Kinneviksfären ingående IT- och telekommunikationsbolag, verksamt mellan 1998 och 2010. Optimal Telecom bedrev verksamhet inom fast- och mobil telefoni (under varumärket Tango) samt internet och använde sig av Tele2:s fasta och mobila nät. Varumärket  Parlino ägdes också tidigare av Optimal Telecom, men blev senar ett eget varumärke direkt under Tele2 innan det las ner. Bolagets huvudkontor var beläget i Kista. Vd 2007–2010 var Johannes Boson. Bolagets verksamhet flyttades över till Tele2 under våren 2010.